# نبرد اوشاکان
نبرد اوشاکان همچنین به عنوان نبرد آشتاراک معروف است نبردی است که در طول جنگ ایران و روسیه (۱۸۲۸–۱۸۲۶) بین ارتش ایران به فرماندهی ولیعهد عباس میرزا و ارتش روسیه به فرماندهی ستوان آتاناسیوس کراسوفسکی رخ داد.
در اوایل ماه اوت سال ۱۸۲۷، ارتش ایران به ارمنستان شرقی حمله کرد و همراه با نیروهای خانات ایروان سردار حسین خان سردار ایروانی، صومعه اچمیادزین را محاصره کرد. در ۳۵ مایل از اچمیادزین، یگان نظامی روسیه ستوان کراسوفسکی به همراه داوطلبان ارمنی و گرجی که به وی پیوستند، به یاری صومعه محاصره شده رسیدند و با وجود برتری عددی ده برابر ارتش ایران ، توانستند خطهای دفاعی ایران را بشکنند. شب که محاصره برداشته شد . در طول نبرد، یگان روسی متحمل خسارات سنگینی شد. این بزرگترین خسارت ارتش روسیه در تمام جنگها با ایران بود  .
مسیر نبرد تحت تأثیر گرمای فرسوده آن روز  و کمبود منابع آب در طول مسیر جداشدن روسها تحت تأثیر قرار گرفت. تا حدود زیادی، اقدامات جدا شده از کاروان با غذا ساخته می‌شدند . ستون‌ها زیر توپخانه متراکم و تفنگ‌های دشمن حرکت کردند. در حالی که پیشتاز روسها "راه خود را با سرنیزه هاً به راه انداخت، " با حملات محکم ایرانیان عقب‌نشینی کردند. ایران با اشغال یک مکان مساعد، حملات جناحی به ناوگان روسی وارد کرد. همچنین لازم است ذکر شود که عبور موفقیت‌آمیز از ناوگان کراسوفسکی با اقدامات توپخانه روسیه که بیشترین امتیاز را اشغال کرده بود، تسهیل شد و اسلحه‌های تحت پوشش تیراندازها حملات ایران را تا آنجا که می‌توانستند عقب می‌کشیدند. ایرانیان که علی‌رغم خسارات سنگین ناشی از تیراندازی، با سربازان بسیار زیادی عقب‌نشینی کردند   .

## پیش زمینه

### محاصره ایروان توسط کراسوفسکی
برای محاصره ایروان، لشکر ۲۰ پیاده‌نظام به فرماندهی ستوان کراسوفسکی وارد ایروان شد. تابستان سال ۱۸۲۷ بسیار گرم و خشک بود. دمای آفتاب به ۴۳ درجه سلسیوس (۵۳٫۷ درجه سانتیگراد) و ۳۳ درجه سلسیوس (۴۱٫۲ درجه سانتیگراد) رسیده بود. آب و هوای محلی به شیوع بیماریهای دسته جمعی در میان سربازانی که اخیراً از روسیه وارد شده‌اند کمک کرده بود. تب و یک بیماری همه گیر دیسانتری بیش از ۴۰۰۰ سرباز در لشکر ۲۰ باقی نگذاشت؛ بنابراین، در ماه اوت، فرمانده سپاه قفقاز، فرمانده پاسکویچ با تشریح اوضاع عمومی ارتش روسیه در قفقاز، به نیکلای یکم گزارش داد «گرما ادامه دارد، هیچ مراتع وجود ندارد، اسبها خسته شده‌اند و ⅓ از ارتش در مریض خانه بودند. از بین ۱۸۰۰ نفر، حدود ۱۰۰۰ نفر در خدمت بودند (به استثنای نگهبان، که در آن تعداد بیماران بیشتر از ۲۰۰ نفر نبود و ۹۰۰ نفر نیز مسلح بودند). با توجه به شرایط فعلی، مقرر شد محاصره ایروان را لغو و به کوهستان عقب نشینی کنیم قبل از پاییز».

دلیل دیگر لغو محاصره نیز این واقعیت بود که حمل و نقل با مواد 
غذایی و اسلحه سخت است .
در شب ۲۱ ژوئن (۳ ژوئیه)، این لشکر از مواضع محاصره خارج شد و عقب‌نشینی کرد و به صومعه اچمیادزین رسید. یک مریض خانه برای سربازان بیمار در صومعه راه اندازی شد. روی سه برج صومعه یک اسلحه نصب شده بود.
کراسوفسکی با داشتن تجهیزات کافی از صومعه محافظت کرد، در این صومعه یک گردان از هنگ پیاده‌نظام سواستوپول (حداکثر ۵۰۰ سرنیزه)، ۵ اسلحه، صد اسب از میادین داوطلب ارمنستان باقی مانده‌است ، که از کراسوفسکی درخواست کرده بود تا اجازه دفاع از صومعه را بگیرد. 

#### محاصره صومعه اچمیادزین توسط حسین خان
با فهمیدن اینکه فقط یک گردان از هنگ ساواستوپل در صومعه اچمیادزین است، خان ایروان سردار حسین خان اقدام به تصرف این صومعه کرد و ۴۰۰۰ سواره نظام (به گفته منابع دیگر، ۵۰۰ ) و دو گردان سرباز (۲۰۰۰ مرد) با دو  (طبق منابع دیگر، با سه  اسلحه) ایروان را ترک کردند و روز بعد صومعه را محاصره کردند. در دامنه کوه آراگاتس، روبروی اردوگاه روسها، یک ناوچه از سوارکاران کاراپاخ از ۱۰۰۰ نفر به رهبری نقی خان برای نظارت بر اقدامات سپاه کراسوفسکی وجود داشت .
فرمانده پادگان اچمیادزین در آن زمان افسر سالخورده تیپ ۲۰ توپخانه - سرهنگ دوم لیندنفلد بود. سردار نامه ای را برای وی ارسال کرد که در آن به فرمانده اطمینان داد که پاسکویچ با نیروهای اصلی از نخجوان به گرجستان عقب‌نشینی کرده‌است و جایی وجود ندارد که منتظر یاری از پادگان اچمیادزین باشید و پیشنهاد داد که صومعه را ترک کنند. از طرفی، حسین خان عبور از پادگان را از هر جهت امنیت آن را تضمین کرد. در غیر این صورت، صومعه با زور گرفته می‌شود، و پس از آن به هیچ‌کسی رحم نخواهد شد .
در پاسخ به این نامه توپ از برج صومعه شلیک شد. حسین خان مجبور شد نیروهای خود را به مکان ایمن سوق دهد و، اطراف صومعه، همه ارتباطات را مسدود کرد. با این حال چندین ارمنی محلی توانستند به اردوگاه روسیه برسند و کراسوفسکی را از محاصره این صومعه آگاه کنند. بلافاصله کراسوفسکی با مجهز به دو گردان با چهار اسلحه، به سمت اچمیادزین پیش رفت . کراسوفسکی عقب‌نشینی کرده و به آرماویر و سپس به ایروان رفت .

## نبرد
ارتش روسیه مستقر در اچمیادزین دفاعیات خود را تا اول ژوئیه تقویت کرد و اردوگاهی را در اینجا در روستای چنگیلی، ۳۵ مایلی از اچمیادزین، در سواحل رودخانه آباران برپا کرد. سربازان ایروانی با پیگیری نیروهای روسی، آنها را در پای کوه آراگاتس، ۱۰ مایلی از اردوگاه خود کنترل می‌کردند. در آن زمان خان ایروان حسین خان سردار ایروانی نامه ای به عباس میرزا نوشت و از او کمک خواست.
عباس میرزا نیروهای خود را بر ۱۰٫۰۰۰ پیاده‌نظام، ۱۵۰۰۰ سواره نظام و ۲۸ قطعه توپخانه متمرکز کرد و در ۱۷ اوت ضربه بزرگی به سربازان روسی در نبرد اوشاکان وارد کرد. نبرد خونین که از ساعت ۷ صبح تا ۴ بعد از ظهر به طول انجامید، در دومین نسخه از تثلیث به پایان رسید. کراسوفسکی که از جنگ گریخت، به صومعه اچمیادزین پناه برد. به گفته جیزتی، ارتش کراسوفسکی در آن نبرد ۱۱۱۶۶سرباز و افسر را از دست داد (۶۸۵ کشته، ۳۴۷ زخمی و ۱۳۴ اسیر). به گفته شرباتوف، حدود ۷۰۰ سرباز و افسر از یگان کراسوفسکی کشته شدند، ۳۰۰ نفر زخمی شدند، و خود وی به شدت از ناحیه شانه مجروح شد. شرباتوف خاطرنشان کرد:سربازان از دست داده عباس میرزا به ۳۰۰۰ نفر رسیده بود. ظاهراً نویسنده از دست دادن عباس میرزا بیشتر و روس‌ها کمتر نشان داده‌است. از دست دادن سربازان روسی باید بیشتر بود زیرا ارتش کراسوفسکی فرار و عقب‌نشینی کرد.

## نگارخانه

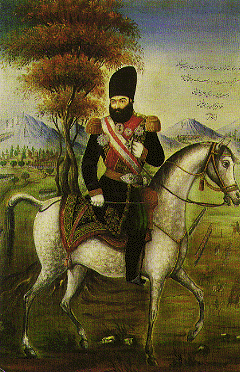
عباس میرزا
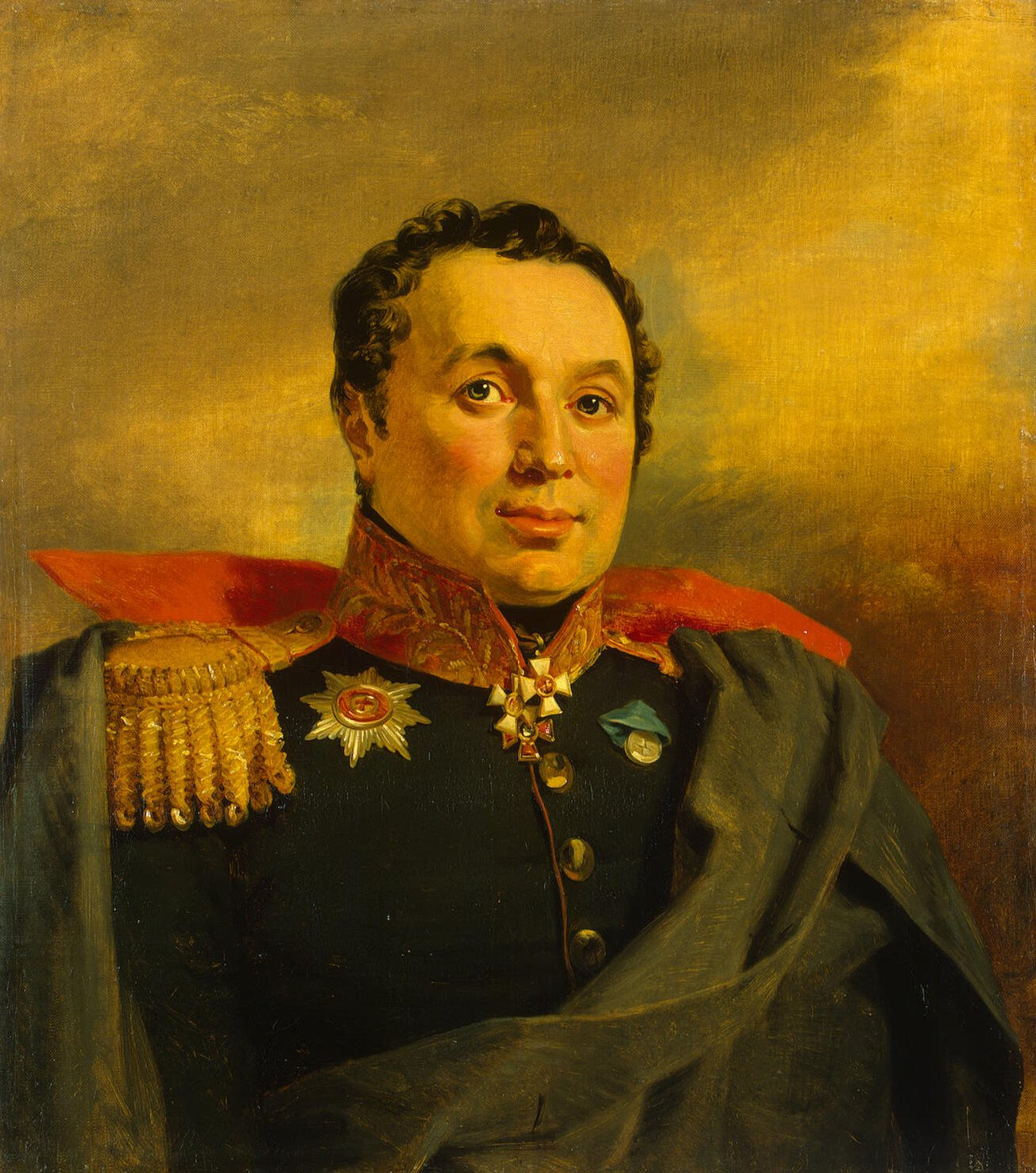
آتاناسیوس کراسوفسکی
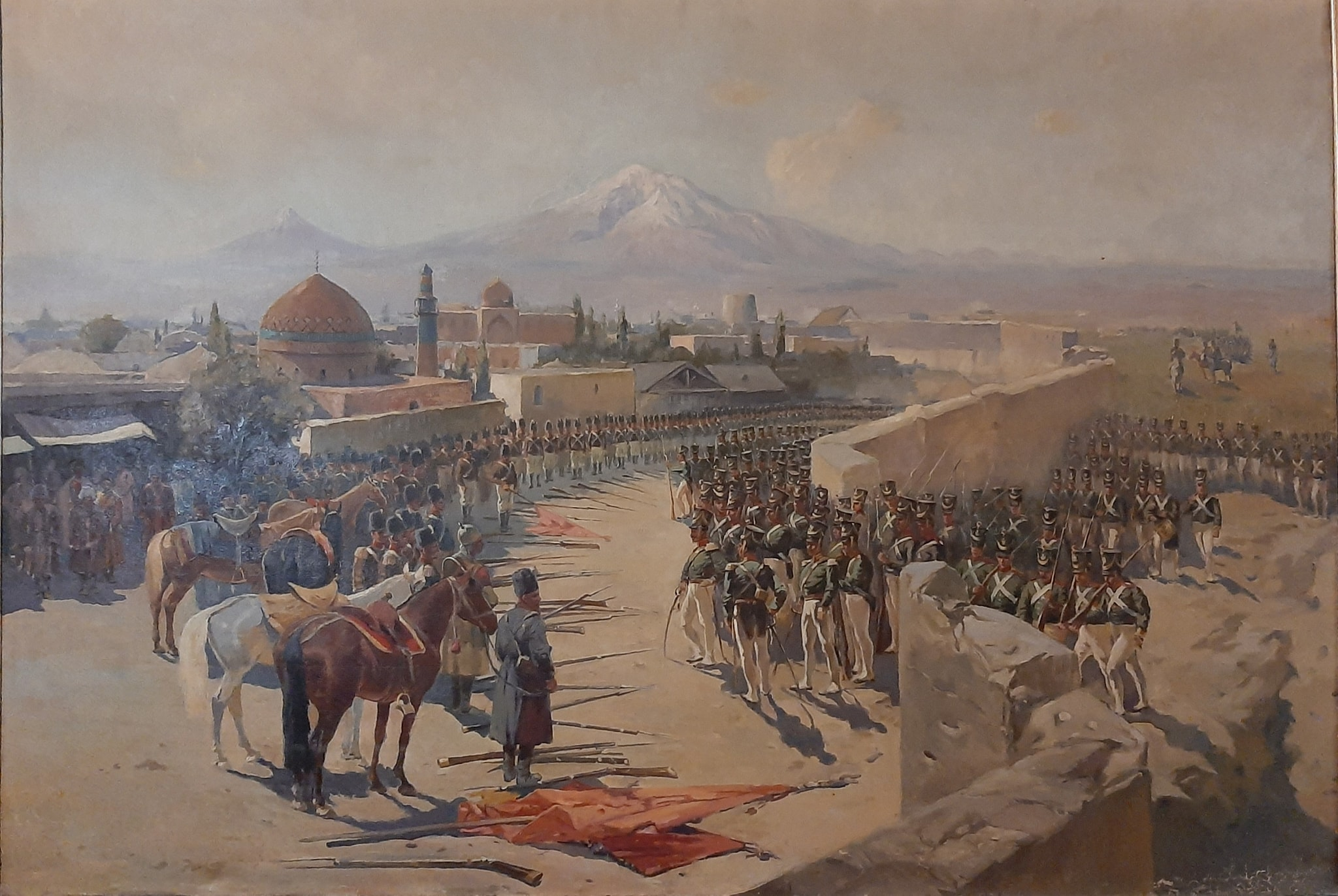
"تسخیر قلعه ایروان توسط نیروهای روسی"
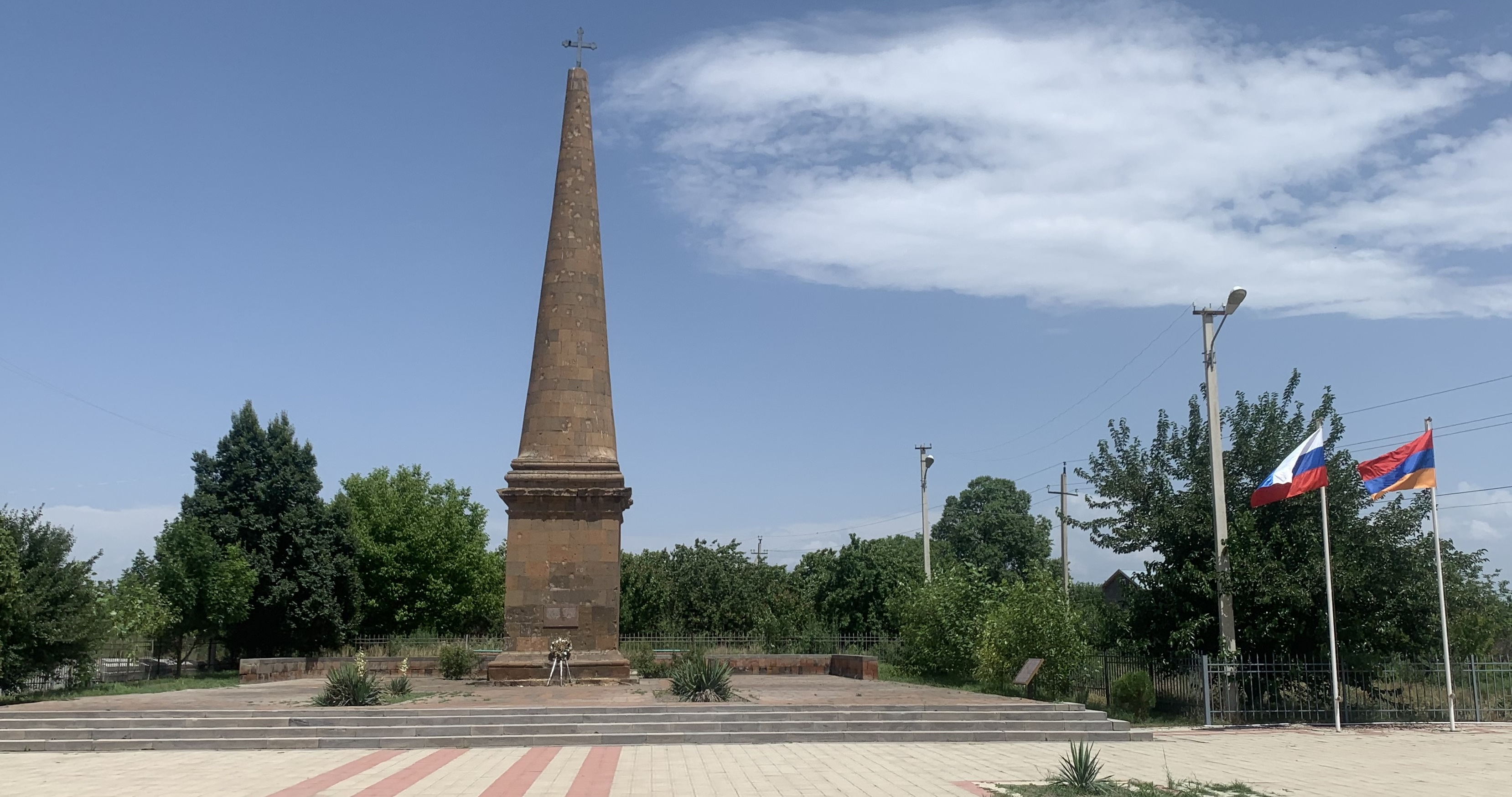